# フォーサイス郡 (ノースカロライナ州)
フォーサイス郡（英: Forsyth County）は、アメリカ合衆国ノースカロライナ州にある郡である。人口は38万2590人（2020年）。郡庁所在地はウィンストン・セーラムであり、同郡で人口最大の都市である。

## 歴史
フォーサイス郡は1849年にストークス郡から分離して設立された。郡名は、米英戦争で戦死したベンジャミン・フォーサイス大佐に因んで名付けられた。

## 郡政府
フォーサイス郡政府センターはウィンストン・セーラム市中心街のチェスナット通り北201にある。
フォーサイス郡は地域自治体の委員会であるノースウェスト・ピードモント自治体委員会のメンバーである。
1906年に設立されたフォーサイス郡公共図書館はフォーサイス郡と周辺郡住民に無料で開放され、それ以外の市民は図書カードのために少量の年会費を払う必要がある。成人、子供、ヒスパニック系福祉計画を運営している。本館はウィンストン・セーラム市中心街にあり、他にも郡内に支所がある。

## 地理
アメリカ合衆国国勢調査局に拠れば、郡域全面積は413平方マイル (1,069.7 km2)であり、このうち陸地410平方マイル (1,061.9 km2)、水域は3平方マイル (7.8 km2)で水域率は0.80%である。

### 郡区
フォーサイス郡は15の郡区に分割されている。
| - アボッツクリーク - ベルーズクリーク - ベサニア - ブロードベイ | - クレモンズビル - カーナーズビル - ルイスビル - ミドルフォークI | - ミドルフォークII - オールドリッチモンド - オールドタウン - セイラムチャペル | - サウスフォーク - ビエナ - ウィンストン |

#### 廃止された郡区
- ミドルフォーク郡区は2003年にIとIIに分割された[4]。

### 主要高規格道路
| | |
| - 州間高速道路40号線 - 州間高速道路40号線産業道路 - 州間高速道路74号線（計画中） - アメリカ国道52号線 - アメリカ国道158号線 - アメリカ国道311号線 - アメリカ国道421号線 | - ノースカロライナ州道8号線 - ノースカロライナ州道65号線 - ノースカロライナ州道66号線 - ノースカロライナ州道67号線 - ノースカロライナ州道109号線 - ノースカロライナ州道150号線 |

### 隣接する郡
- ストークス郡 - 北
- ロッキンガム郡 - 北東
- ギルフォード郡 - 東
- デイビッドソン郡 - 南
- デイビー郡 - 南西
- ヤドキン郡 - 西
- サリー郡 - 北西

### ワイン生産地域
フォーサイス郡の一部はヤドキン・ワイン生産地域に入っている。

## 人口動態
以下は2000年国勢調査による人口統計データである。
| 基礎データ - 人口: 306,067人 - 世帯数: 123,851 世帯 - 家族数: 81,741 家族 - 人口密度: 289人/km2（747人/mi2） - 住居数: 133,093軒 - 住居密度: 125軒/km2（325軒/mi2） 人種別人口構成 - 白人: 68.47% - アフリカン・アメリカン: 25.61% - ネイティブ・アメリカン: 0.30% - アジア人: 1.04% - 太平洋諸島系: 0.03% - その他の人種: 3.25% - 混血: 1.30% - ヒスパニック・ラテン系: 6.40% 年齢別人口構成 - 18歳未満: 23.9% - 18-24歳: 9.6% - 25-44歳: 31.1% - 45-64歳: 22.8% - 65歳以上: 12.6% - 年齢の中央値: 36歳 - 性比（女性100人あたり男性の人口） - 総人口: 91.5 - 18歳以上: 87.4 | 世帯と家族（対世帯数） - 18歳未満の子供がいる: 30.5% - 結婚・同居している夫婦: 48.9% - 未婚・離婚・死別女性が世帯主: 13.5% - 非家族世帯: 34.0% - 単身世帯: 28.9% - 65歳以上の老人1人暮らし: 9.3% - 平均構成人数 - 世帯: 2.39人 - 家族: 2.94人 収入と家計 - 収入の中央値 - 世帯: 42,097米ドル - 家族: 52,032米ドル - 性別 - 男性: 36,158米ドル - 女性: 27,319米ドル - 人口1人あたり収入: 23,023米ドル - 貧困線以下 - 対人口: 11.0% - 対家族数: 7.9% - 18歳未満: 15.1% - 65歳以上: 9.7% |

## 都市と町

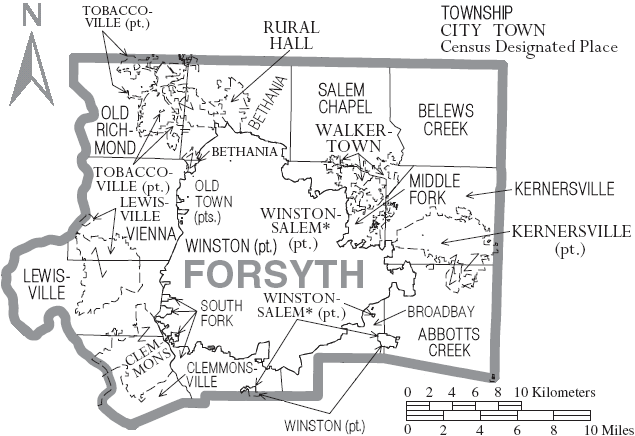
フォーサイス郡の自治体と郡区

### 法人化自治体
- ウィンストン・セーラム - 郡庁所在地
- カーナーズビル
- ルイスビル
- クレモンズ
- ベサニア
- ルーラルホール
- タバコビル
- ウォーカータウン
- ハイポイント（大半はギルフォード郡）
- キング（大半はストークス郡）

### 未編入の町
- ベルーズクリーク
- ベサバラ
- ドナハ
- ドージャー
- ファフタウン
- スワード
- スタンリービル
- ユニオンクロス
- ビエナ